# Tournoi de clôture du championnat du Salvador de football 1999
Navigation
Saison précédente Saison suivante
Le Tournoi Clausura 1999 est le deuxième tournoi saisonnier disputé au Salvador.
C'est cependant la 49e fois que le titre de champion du Salvador est remis en jeu.
Lors de ce tournoi, le l'Alianza FC a tenté de conserver son titre de champion du Salvador face aux neuf meilleurs clubs salvadoriens.
Chacun des dix clubs participant était confronté deux fois aux neuf autres équipes. Puis les quatre meilleurs se sont affrontés lors d'une phase finale à la fin du tournoi.
Seulement deux places étaient qualificatives pour la Copa Interclubes UNCAF.

## Les 10 clubs participants
| \| CD Águila CD Dragon Alianza FC CD Águila CD Dragon Club Deportivo FAS CD Municipal Limeño CD Luis Ángel Firpo CD Arabe Marte CD Santa Clara CD Sonsonate AD El Transito \| Localisation des clubs. |
| CD Águila CD Dragon Alianza FC CD Águila CD Dragon Club Deportivo FAS CD Municipal Limeño CD Luis Ángel Firpo CD Arabe Marte CD Santa Clara CD Sonsonate AD El Transito                               |

| Club                | Stade                        | Capacité          | Ville              |
| CD Águila           | Stade Juan Francisco Barraza | 10 000            | San Miguel         |
| Alianza FC          | Stade Cuscatlán              | 45 925            | San Salvador       |
| CD Dragon           | Stade Juan Francisco Barraza | 10 000            | San Miguel         |
| Club Deportivo FAS  | Stade Oscar Quiteño          | 15 000            | Santa Ana          |
| CD Municipal Limeño | Stade Jose Ramon Flores      | 5 000             | Santa Rosa de Lima |
| CD Luis Ángel Firpo | Stade Sergio Torres          | 5 000             | Usulután           |
| CD Arabe Marte      | Stade Cuscatlán              | 45 925            | San Salvador       |
| CD Santa Clara      | Stade inconnu                | Capicité inconnue | Santa Clara        |
| CD Sonsonate        | Stade Anna Mercedes Campos   | 8 000             | Sonsonate          |
| AD El Transito      | Stade Hanz Usko              | 3 000             | La Libertad        |

## Compétition
Le tournoi Clausura se déroule de la même façon que le tournoi saisonnier précédent, en deux phases :
- La phase de qualification : les dix-huit journées de championnat.
- La phase finale : les matchs aller-retour allant des demi-finales à la finale.

### Phase de qualification
Lors de la phase de qualification les dix équipes affrontent à deux reprises les neuf autres équipes selon un calendrier tiré aléatoirement.
Les quatre meilleures équipes sont qualifiées pour les demi-finales alors que le dernier est relégué en Segunda División.
Le classement est établi sur le barème de points classique (victoire à 3 points, match nul à 1, défaite à 0).
Le départage final se fait selon les critères suivants :
- Le nombre de points.
- La différence de buts générale.
- Le nombre de buts marqué.

#### Classement
| Rang | Équipe              | Pts | J  | G | N  | P  | Bp | Bc | Diff |
| ---- | ------------------- | --- | -- | - | -- | -- | -- | -- | ---- |
| 1    | Club Deportivo FAS  | 33  | 18 | 9 | 6  | 3  | 28 | 16 | +12  |
| 2    | CD Arabe Marte      | 31  | 18 | 8 | 7  | 3  | 30 | 23 | +7   |
| 3    | CD Luis Ángel Firpo | 30  | 18 | 8 | 6  | 4  | 25 | 18 | +7   |
| 4    | CD Águila           | 27  | 18 | 7 | 6  | 5  | 18 | 13 | +5   |
| 5    | CD Municipal Limeño | 23  | 18 | 5 | 8  | 5  | 27 | 27 | 0    |
| 6    | Alianza FC (T)      | 22  | 18 | 4 | 10 | 4  | 24 | 20 | +4   |
| 7    | CD Dragon           | 19  | 18 | 3 | 10 | 5  | 16 | 20 | -4   |
| 8    | AD El Transito      | 19  | 18 | 5 | 4  | 9  | 22 | 28 | -6   |
| 9    | CD Santa Clara (P)  | 19  | 18 | 5 | 4  | 9  | 21 | 35 | -14  |
| 10   | CD Sonsonate        | 14  | 18 | 3 | 5  | 10 | 24 | 35 | -11  |

| Légende : Qualifications et relégations | Légende : Qualifications et relégations                       |
| --------------------------------------- | ------------------------------------------------------------- |
|                                         | Qualifié pour les demi-finales                                |
|                                         | Relégué en Segunda División                                   |
|                                         | (T) : Tenant du titre (P) : Promu lors de la saison 1997-1998 |

#### Matchs
| Résultats (▼dom., ►ext.)                                   | Tra | Agu | Ali | Dra | FAS | Lui | Mar | Lim | San | Son |
| AD El Transito                                             |     | 0-1 | 1-0 | 1-1 | 1-1 | 2-1 | 0-0 | 0-1 | 4-1 | 2-1 |
| CD Águila                                                  | 1-0 |     | 0-0 | 0-0 | 0-0 | 1-2 | 2-2 | 1-0 | 1-2 | 2-0 |
| Alianza FC                                                 | 2-1 | 0-2 |     | 1-1 | 1-3 | 1-1 | 3-1 | 2-2 | 7-0 | 2-1 |
| CD Dragon                                                  | 2-2 | 1-1 | 2-2 |     | 1-0 | 1-1 | 1-2 | 0-0 | 2-0 | 2-1 |
| Club Deportivo FAS                                         | 3-0 | 1-0 | 2-0 | 0-0 |     | 1-0 | 3-1 | 3-1 | 1-1 | 3-1 |
| CD Luis Ángel Firpo                                        | 4-2 | 1-3 | 1-1 | 1-0 | 1-1 |     | 0-0 | 3-1 | 2-0 | 2-0 |
| CD Atlético Marte                                          | 1-0 | 2-0 | 1-1 | 1-0 | 2-0 | 1-1 |     | 2-0 | 2-3 | 3-3 |
| CD Municipal Limeño                                        | 4-2 | 1-1 | 1-1 | 2-0 | 3-2 | 1-2 | 2-2 |     | 2-0 | 2-2 |
| CD Santa Clara                                             | 2-1 | 0-2 | 0-0 | 3-0 | 2-2 | 0-1 | 2-3 | 2-2 |     | 3-2 |
| CD Sonsonate                                               | 2-3 | 1-0 | 0-0 | 2-2 | 1-2 | 2-1 | 2-4 | 2-2 | 1-0 |     |
| - Victoire à domicile - Match nul - Victoire à l'extérieur |     |     |     |     |     |     |     |     |     |     |

### La phase finale
Les quatre équipes qualifiées sont réparties dans le tableau final d'après leur classement général.
Pour les demi-finales, en cas d'égalité sur la somme des deux matchs, c'est l'équipe la mieux classée qui est déclarée vainqueur. Lors de la finale des prolongations puis séance de tirs au but ont éventuellement lieu. 

#### Tableau
|  | 1/2 finale          | 1/2 finale          | 1/2 finale          | 1/2 finale | 1/2 finale | 1/2 finale         |                    |     | Finale | Finale | Finale | Finale | Finale |  |
|  |                     |                     |                     |            |            |                    |                    |     |        |        |        |        |        |  |
|  |                     |                     |                     |            |            |                    |                    |     |        |        |        |        |        |  |
|  |                     |                     |                     |            |            |                    |                    |     |        |        |        |        |        |  |
|  | Club Deportivo FAS  | Club Deportivo FAS  | (1)                 | 2          | 1          |                    |                    |     |        |        |        |        |        |  |
|  | Club Deportivo FAS  | Club Deportivo FAS  | (1)                 | 2          | 1          |                    |                    |     |        |        |        |        |        |  |
|  | CD Águila           | CD Águila           | (4)                 | 2          | 0          |                    |                    |     |        |        |        |        |        |  |
|  | CD Águila           | CD Águila           | (4)                 | 2          | 0          | Club Deportivo FAS | Club Deportivo FAS | (1) | 1      | 0(4)   |        |        |        |  |
|  |                     |                     |                     |            |            |                    | Club Deportivo FAS | (1) | 1      | 0(4)   |        |        |        |  |
|  |                     | CD Luis Ángel Firpo | CD Luis Ángel Firpo | (3)        | 1          | 0(5)               |                    |     |        |        |        |        |        |  |
|  | CD Arabe Marte      | CD Arabe Marte      | CD Luis Ángel Firpo | (3)        | 1          | 0(5)               | (2)                | 0   | 1      |        |        |        |        |  |
|  | CD Arabe Marte      | CD Arabe Marte      |                     |            |            |                    | (2)                | 0   | 1      |        |        |        |        |  |
|  | CD Luis Ángel Firpo | CD Luis Ángel Firpo | (3)                 | 2          | 0          |                    |                    |     |        |        |        |        |        |  |
|  | CD Luis Ángel Firpo | CD Luis Ángel Firpo | (3)                 | 2          | 0          |                    |                    |     |        |        |        |        |        |  |

#### Demi-finales
| Club               | Aller | Retour | Club                | Commentaire |
| Club Deportivo FAS | 2-2   | 1-0    | CD Águila           |             |
| CD Arabe Marte     | 0-2   | 1-0    | CD Luis Ángel Firpo |             |

#### Finale
| 30 mai 1999                                                                 | Club Deportivo FAS      | 1:1 (a.p.)                                                                      | CD Luis Ángel Firpo    | Stade Cuscatlán |  |
|                                                                             | Jorge Wagner 54e (pen.) | (0:1)                                                                           | Mauricio Do Santos 12e |                 |  |
| Bladimir Cubías · Iraheta · Ricardo Cuéllar · Jorge Wagner · Fredy Gonzalez | Tirs au but 4:5         | Misael Alfaro · Castro Borja · Celio Rodríguez · Nildenson De Mello · Raul Toro |                        |                 |  |

## Bilan du tournoi
| Tableau d'Honneur     |                     |
| Compétition           | Vainqueur           |
| Tournoi Clausura 1999 | CD Luis Ángel Firpo |

| Qualifications continentales 1998-1999 |                                        |
| Copa Interclubes UNCAF                 | Qualifiés                              |
| Phase de groupes (en)                  | CD Luis Ángel Firpo Club Deportivo FAS |

| Promotions et relégations             |                      |
| Relégué en Segunda División           | CD Sonsonate         |
| Promu de Segunda División             | CD Juventud Olímpica |
| CD Sonsonate 3:2 CD Juventud Olimpica |                      |